# おーい でてこーい
『おーい でてこーい』は、星新一の短編SF小説（ショートショート）。
日本国内外の複数の教科書に掲載されているほか、2003年に漫画化、2017年に絵本化された。さらに、1992年にはフジテレビ『世にも奇妙な物語』で短編ドラマ化、2008年にはNHK総合『星新一ショートショート』で短編アニメ化された。

## 解説
文庫版で9ページの短編だが、ごみ問題に加え、世間体を気にするアカデミズムや利権に対する批評的視点が指摘されている。一方で、教科書研究では環境問題という読解に限らず、「人間性」について文芸的評価も指摘されている。
鹿間孝一は、ラストの描写がスペースデブリの落下を予測したとしている。また、発表された1958年は、水俣病が最初に報告された時期と重なり、放射性廃棄物の描写は、本作が日本の原子力発電所の建設ラッシュの時期と重なっていることが指摘されている。

## ストーリー
台風の翌朝、都会から少し離れた村で昔からある社が崩れているのが見つかった。村人たちが集まってきたが、社があった場所には、直径約1メートルの深い穴があった。狐の穴ではないかと若者が「おーい でてこーい」と叫んだが、返事はない。次に小さな石を投げ込んだが、反響は無かった。
穴には野次馬をはじめ、新聞記者や利権屋が集まってきた。記者が錘を付けた紐を降ろしたが、紐が足りなくなったので引っ張ったら千切れてしまう。科学者が音響を使って調査したが、やはり反響は無かった。大勢の野次馬がいるのに結論が出ないことに困惑した科学者は、「埋めてしまいなさい」と述べ、事を終わらせてしまおうとする。引き上げようとした野次馬の中から、利権屋の1人が「穴を埋めるので譲ってほしい。」と訴え出た。社を立てなければならないと渋る村長に、利権屋は集会所付のもっと立派な社を建てると約束するので、村人たちも納得した。
約束通り建てられた社で秋祭りが始まったころ、利権屋は穴のそばに「穴埋め会社」を創立した。会社は都会で「数千年は大丈夫で地上に影響が無い。原子炉のカスの処分にうってつけ」と穴の営業をする。村人は不安になったが、処理による利益が村にもたらされ、都会から村まで立派な道路が作られた。官庁の許可も、簡単に通った。
やがて、トラックに積まれた廃棄物が穴に運ばれてきた。外務省や防衛庁も機密書類を捨てる。穴が埋まる気配は無く、伝染病の実験に使われた動物の遺体や身元不明の遺体も投棄された。都会の汚物も、海洋投棄より楽ということで、穴まで直通の管が設置された。誰も穴の底について考えず、都会の人々も作った物の跡始末を考えなくてよくなった。警察は証拠品の処分に、犯罪者は証拠隠滅に穴を使った。都会の汚れが減り、空は徐々に青さを戻していった。
その空に向かって、次々とビルが建てられていた。ある日、建設中のビルの鉄骨の上で、休憩中の作業員が空の上から「おーい でてこーい」という声を聞く。気のせいだと思った彼の横を、声があった場所から小石が落ちて来たが、彼は気づかなかった。

## 書誌情報
初出は『宇宙塵』1958年8月号。以下、出典の無い書籍は星新一公式サイトによる。

### 日本語
- 『宝石』1958年10月号[12][注釈 2]
- 『人造美人』新潮社、1961年
- 串田孫一・奥野健男：監修『中学生の文学Ⅳ 小説編』正進社、1967年[6] - 複数の作家のアンソロジー集
- 『星新一 作品100』世界SF全集、早川書房、1969年 - 自選短編集
- 『ボッコちゃん』新潮文庫ほ-4-1（挿絵：真鍋博） 1971年（1987年改版） 新潮社、ISBN 978-4-10-109801-2[3]
- 『ボッコちゃん ようこそ地球さん』星新一の作品集Ⅰ、新潮社、1974年
- 『ボッコちゃん・おーいでてこーい』新潮ピコ文庫 1996年、新潮社、ISBN 4-10-940004-X
- 『星新一ショートショート1001（1）』 1998年、新潮社、ISBN 978-4-10-319426-2
- 『おーい でてこーい ショートショート傑作選』講談社青い鳥文庫（加藤たかし・あきやまただし：挿絵）、講談社、2001年（2004年改版）、ISBN 978-4-06-148552-5[1]
- 『狙われた星 星新一ショートショートセレクション①』（挿絵：和田誠）理論社、2001年、ISBN 4-652-02081-3[4]
- 新井素子・編『ほしのはじまり 決定版 星新一ショートショート』角川書店、2007年

### 英語
- 柴野拓美・編『Uchujin International Edition（宇宙塵 国際版）』No.1、宇宙塵クラブ（科学創作クラブ）、1962年
- Bernard Susser、Tomoyoshi Genkawa訳《Science Fiction Short-Short》1977年8月28日付『ジャパンタイムズ』 - 英語訳の連載企画
  - Bernard Susser、Tomoyoshi Genkawa・訳『The Spiteful Planet and Other Stories（いじわるな星とそのほかのストーリー）』ジャパンタイムズ、1978年

### 中国語
- 中華人民共和国 - 星の作品でも特に人気があり[注釈 3]、星の小説集のうち2014年までに6回にわたり収録されている[9]。
  - 『保您满意 星新一短篇科幻小說选』江蘇省科学技術出版社、10196-026[15]、1982年 - 蘇正緒・訳。「無底洞」の題で中国語に翻訳[6]。
  - 『不速之客 星新一短篇小說选』湖南人民出版社、10109-1880[15]、1985年
  - 『波子小姐』（1985年）
  - 『星新一微型小説選世界語』（1986）
  - 『誘騙』（1992），『肩膀上的秘書』（1999）
  - 『喂——出来 星新一脳洞小説集』 訳林出版
- 中華民国（台湾）　
  - 『科幻小小説』1980年（1979年の可能性あり）4月号（何淑慧・訳）[6]
  - 『最後的地球人』幼獅文化事業、2004年
  - 『平安夜插曲』笛藤出版、2006年 - 朗読CD付き
  - 『器子小姐』麦田出版、2022年

### 韓国語
- 『어깨 위의 비서（肩の上の秘書）』 道道出版、1991年 - 新潮文庫『ボッコちゃん』の韓国語翻訳版
- 『미래환상특급47（未来幻想特急47）』ハンナラ、ISBN 89-7856-029-6、1994年 - 新潮文庫『ボッコちゃん』の選集
- 『봇코짱（ボッコちゃん）』호시 신이치의 플라시보 시리즈（星新一プラシーボシリーズ第20巻、挿絵・トキコリ）、知識旅行社、2008年
- 『완벽한 미인（完璧な美人）』星新一ショートショートシリーズ第1巻、イ・ヨンミ・訳、大元C.I.、ISBN 979-11-6979-448-0、2023年

### ドイツ語
- Herbert W. Franke, ed (1981) (ドイツ語). SF international II（世界のSF2）. Wilhelm Goldmann Verlag. ISBN 3-442-23388-7
- Wolfgang Jeschke, ed (1986) (ドイツ語). Heyne Science Fiction Jahresband 1986（ハイネSF年鑑1986）. Heyne. ISBN 3-453-31241-4
- Tadao Araki; Ekkehard May, eds (1990) (ドイツ語). Zeit der Zikaden: Japanisches Lesebuch. Erzählungen der Gegenwart（蝉の時：日本の現在の物語）. Piper. ISBN 3492111939 - 本作と「公園の男」を収録

### フランス語
- 『Galaxies（ギャラクシーズ）』No.28 Galaxies、2014年 - SF雑誌
- 『BOKKO CHAN（ボッコちゃん）』Omake Books、2020年

### ロシア語
- Viktor Skalnik・訳『Гордиев узел. Современная японская научная фантастика（ゴルディアスの結び目：現代日本SF小説集）』イノストランカ、ISBN 979-5-941452339、2005年

### セルビア語
- 『Divno nebesko telo i druge priče（すばらしい天体とそのほかの物語）』（Branka Takahaši：訳）Besna Kobila Publishing House、ISBN 978-86-88389-11-2、2016年
- 『Antologija savremene japanske naučnofantastične priče（14と2分の1：現代日本のSFアンソロジー）』Tanesi、ISBN 978-86-8043088-1、2018年 - 本作と「ボッコちゃん」を収録

### エスペラント
- 『おおもと』1974年Mar-Apr、天声社（まつばきくのぶ・訳） - 大本機関誌への掲載。
  - 『MIKRONOVELOJ DE SIN'ITI HOSI（星新一短編集）』（Kikunobu MATUBA・訳）LIBROTEKO-TOKIO、1983年

## 電子書籍
- 『ボッコちゃん』新潮電子ライブラリー、新潮社、1993年 - フロッピーディスク
- 『ボッコちゃん』新潮社、2012年 - 新潮文庫『ボッコちゃん』の電子書籍版。2024年に累計販売部数が5万部を超えた。

## 漫画
「コミック☆星新一」の一編として『ミステリーボニータ』（秋田書店）2003年2月号に「おーい でてこーい - Come Out!」の題で掲載された（鯖玉弓・作画）。後に『コミック☆星新一 午後の恐竜』（秋田書店）、『コミック星新一 ショートショート招待席』（秋田文庫、2008年）に再録。

## 絵本
- 『おーい でてこーい 鏡の中の犬』（中島理絵・絵）三起商行、2017年、ISBN 978-4-89588-139-5

## 教科書掲載
星新一公式サイトによる。

### 日本語
- 『中学校 国語3』（学校図書、1981年-1983年）
- 『中学校 国語2』（学校図書、1987年-1993年）
- 新潟県中学校長会・編『私たちの新しい生き方 3年』（新学社、2015年-2018年） - 中学校3年生の道徳教科書への掲載。

### 英語
- 日本
  - 『NEW HORIZON』（東京書籍、1997年-2015年） - 中学校の英語教科書。「CAN ANYONE HERE ME?」の題で英語訳が掲載された。
- アメリカ合衆国
  - 『Glencoe Literature: The Reader's Choice Cource 4』（Glencoe/McGraw-Hill、2007年-）
  - 『Elements of Literature First Cource』（Holt,Rinehart and Winston、2009年-） - 小学7年生の教科書
  - このほかにも複数の教科書に掲載されている。

### 中国語
- 中華人民共和国
  - 『中等師範学校語文教科書（試用本）閲読文選 第１冊』[9]
  - 『義務教育課程標準実験教科書 語文八年級』下冊（人民教育出版社、2002年） - 「喂——出来！」の題で中国語訳（李有寛・訳）が掲載された[17]。「自然と科学」の単元に掲載された唯一の小説で[18]、公害や環境保護と関連付けた解説がされている[8]。
- 中華民国（台湾）
  - 『國文3上』（康軒文教） - 中学3年生の国語教科書に2021年から中国語訳が掲載されている。

## 短編ドラマ
1992年12月30日の『世にも奇妙な物語 冬の特別編』で『穴』の題で放送された。共同テレビジョン・製作、深谷仁一・脚本、土方政人・演出。
特定の主人公がいない原作に対して、産業廃棄物処理業者「多々良総業」の社長多々良征二（いかりや長介・演）と、部下の野本（中本賢・演）が主人公となっている。ゴミ処理施設の建設で動かした社の下で見つかった穴となっており、穴に投げ入れる物やゴミ処理、放射性廃棄物受け入れの経緯などは、原作と異なる。

## 短編アニメ
2008年6月30日放送。テレコムスタッフ・製作。